# Pünktlichkeit
Pünktlichkeit ist das präzise Einhalten eines festgesetzten, vereinbarten Termins oder Zeitpunkts. Pünktlichkeit gilt in manchen Gesellschaften als menschliche Tugend. Gegensatz ist die Unpünktlichkeit oder Verspätung.

## Allgemeines
Als Wirtschaftssubjekte, von denen Pünktlichkeit erwartet wird, kommen Privatpersonen, Unternehmen durch ihre Mitarbeiter und der Staat in Betracht. Letzterer muss beispielsweise als Träger des ÖPNV für die Pünktlichkeit der 
öffentlichen Verkehrsmittel sorgen. Termine können Besprechungen, Meetings oder Verhandlungen sein; Zeitpunkte sind genaue Uhrzeiten, zu denen ein Ereignis beginnt oder endet.
Unpünktlichkeit gilt als unhöflich, und eine Verspätung, die eine gewisse Toleranzgrenze überschreitet, kann als Beleidigung und Respektlosigkeit wahrgenommen werden. Wer viel reist oder sein eigenes Umfeld oft verlässt, muss ein feines Gespür für das Zeitgefühl der Menschen entwickeln, da sich zeitbezogene soziale Regeln auch innerhalb einer gegebenen Kultur schnell ändern können. So gilt es beispielsweise in der Deutschschweiz als höflich, ungefähr fünf Minuten vor dem verabredeten Zeitpunkt einzutreffen – in der Romandie jedoch ungefähr fünf Minuten nach dem verabredeten Zeitpunkt. Ein von der Norm der Region abweichender Umgang mit der Zeit kann also zu großen Kommunikationsproblemen oder gar Konflikten führen (siehe auch Kulturschock).
Die Sekundärtugend Pünktlichkeit wird in der Gesellschaft allgemein mit Verlässlichkeit und Höflichkeit assoziiert. Sie galt in der Vergangenheit und gilt auch heute noch neben Fleiß und Sparsamkeit als sogenannte bürgerliche Tugend. Das gilt aber – vor allem bei der Pünktlichkeit – nicht in allen Kulturen. 

## Monochronismus und Polychronismus
Die 1959 vom amerikanischen Anthropologen und Ethnologen Edward T. Hall eingeführten Kennzeichnungen des Monochronismus und Polychronismus für gegensätzliche Ausprägungen von „Graden der Zeiteinteilung“ (englisch time dimensions) betreffen vor allem die Pünktlichkeit. Während die Einteilung der Zeit ein monochrones Verhalten darstellt, ist die Zerteilung der Zeit polychron. Entsprechend unterteilte Hall die Arbeitnehmer in monochrone und polychrone Typen, denen bestimmte Verhaltensmuster – gerade im Hinblick auf das Zeitmanagement – zugeordnet werden können. Monochrone Menschen nehmen verabredete Termine und Uhrzeiten ernst, für polychrone Typen haben sie kaum oder keine Bedeutung.
Es gibt im Monochronismus nur eine Zeit; es wird vorausgesetzt, dass Verabredungen mit Angaben von Zeitpunkten oder Planungen, die mit Zeitabschnitten verknüpft sind, genau eingehalten werden. Die Einteilung der Zeit ist häufig straff organisiert, so dass Unpünktlichkeit einer einzelnen Komponente der Planung – beispielsweise der Eisenbahn, des Busses, des Flugzeuges oder des Staus auf der Autobahn – den Erfolg der Planung gefährden und einen Dominoeffekt auf weitere Termine ausüben kann.

### Kulturen
Unpünktlichkeit und Verspätungen haben nicht überall in der Welt die gleiche Bedeutung, sondern sind überwiegend in monochronen Gesellschaften (Nordeuropa, Japan, USA, Kanada) negativ konnotiert und unerwünscht, denn die Pünktlichkeit spielt eine zentrale Rolle. Dagegen hat Pünktlichkeit in polychronen Kulturen (Mittelmeerraum, Naher Osten, Indien, Philippinen und Mittel- sowie Südamerika) keine Bedeutung; Verspätungen von mehreren Stunden werden als üblich empfunden. 

### Europa
In Südeuropa und Osteuropa besteht Tendenz zur Polychronie. Bei „spanischer Pünktlichkeit“ darf der verabredete Zeitpunkt zwischen einer halben und einer ganzen Stunde überschritten werden. Verspätungen können sich durch die unbestimmte Dauer der Siesta weiter vergrößern. In Italien gibt es Mentalitätsunterschiede zwischen dem Norden mit weitgehender Pünktlichkeit und dem Mezzogiorno, wo etwa eine halbe Stunde Verspätung, ansonsten bei unbestimmter Siesta auch länger, gewartet werden sollte (italienisch dolce far niente).
Die Zeitplanung in Kulturen mit einem vertikalen oder zyklischen Zeitverständnis ist oft relativ flexibel, und der Pünktlichkeit kommt deshalb eine nur untergeordnete Rolle zu. Die Menschen in Gesellschaften mit polychronem Zeitverständnis „haben Zeit“. In zwischenmenschlichen Beziehungen und Kommunikationen ist der korrekte Abschluss der Interaktion wichtiger als die Einhaltung eines wie auch immer gearteten Zeitplans.
Zu berücksichtigen ist, dass Unpünktlichkeit intrakulturell – also unter den Kulturangehörigen eines Landes – gilt, oft jedoch nicht gegenüber Bürgern, die Pünktlichkeit gewöhnt sind. So wird sich ein Spanier bei interkulturellen Kontakten häufig bemühen, die vereinbarte Uhrzeit mit einem Deutschen einzuhalten.

## Messung der Pünktlichkeit
Formal liegt Pünktlichkeit allgemein vor, wenn die Uhrzeiten in Dienst-, Fahr-, Flug- oder Spielplänen oder aus Gesetzen (beispielsweise Ladenschlussgesetz) genau eingehalten werden. In vielen Sektoren ergeben sich jedoch Schwierigkeiten, eine Verspätung genau zu definieren. Zwar ist eine Verspätung als Zeitbegriff durch Zeitmessungen exakt ermittelbar, doch kann es von bestimmten Ereignissen abhängen, ab wann eine Verspätung beginnt. Die akademische Zeitangabe besagt, dass keine Verspätung vorliegt, wenn jemand bis zu 15 Minuten nach der angegebenen Uhrzeit beispielsweise bei einer Vorlesung erscheint (lateinisch cum tempore). Ist die Abfahrt im Fahrplan für 15:00 Uhr vorgesehen und erfolgt sie tatsächlich jedoch erst um 15:05 Uhr, besteht eine Verspätung von 5 Minuten.
So schrieb der Verkehrswissenschaftler Carl Pirath bereits 1934, dass die Pünktlichkeit durch Betriebsstörungen im Ablauf der Betriebsvorgänge begrenzt ist. Handelt es sich bei diesen Störungen um Netzstörungen in einem Netz (Verkehrsnetze wie Funknetz, Leitungsnetz, Luftstraßennetz, Schienennetz, Straßennetz, Wasserstraßennetz), so wirken sie sich im Regelfall durch den Dominoeffekt auf den gesamten Netzbetrieb aus. Externe Netzstörungen sind insbesondere das Wetter (mit Naturkatastrophen wie Dürre, Erdbeben, Feuchtigkeit, Sturm, Trockenheit, Überschwemmung) und Unfälle (auch anderer Verkehrsträger), wobei starker Gegenwind beispielsweise die Flugzeit um bis zu 9 % erhöhen kann. Interne Störungen werden durch nicht funktionierende technische Anlagen (wie Eisenbahnsignale, Verkehrsanlagen) oder Verkehrsstaus hervorgerufen.
Die Pünktlichkeit {\displaystyle P} wird ausgedrückt durch das Verhältnis der unverspätet durchgeführten ({\displaystyle UT}) zu den vorgesehenen Transporten ({\displaystyle T}):
{\displaystyle P={\frac {UT}{T}}}.
Vollkommene Pünktlichkeit eines Verkehrs- oder Transportmittels ist folglich gegeben, wenn {\displaystyle P=100\,\%}, totale Unpünktlichkeit entsprechend bei {\displaystyle P=0\,\%}. Fährt beispielsweise eine bestimmte Straßenbahnlinie von den im Taktfahrplan vorgesehenen 600 Fahrten täglich in einer Richtung insgesamt 30 Fahrten mit Verspätung, so hat sie eine Pünktlichkeit von 95 %. Die Deutsche Bahn meldete für Januar 2021, dass 83,3 % aller Züge des Fernverkehrs pünktlich unterwegs waren. Dabei ist zu berücksichtigen, dass es eine Toleranz von 5:59 Minuten gibt: Verspätet sich die Ankunft gegenüber dem Fahrplan um diese Toleranz, gilt der Fernzug als pünktlich und erscheint nicht als verspätet in dieser Statistik.
Allgemein werden nämlich gewisse Pünktlichkeits-Toleranzen zugelassen hinsichtlich der Größe der Entfernung und der technischen Komplexität des Verkehrsmittels. So liegen im Landverkehr Verspätungen zwischen 5 und 10 Minuten noch im Rahmen der ausreichenden Pünktlichkeit, im Luft- und Seeverkehr werden wegen des hohen Einflusses der Witterungsverhältnisse (Nebel oder Sturm) Verspätungen von 5 bis 10 % der planmäßigen Reisezeit als im Rahmen der ausreichenden Pünktlichkeit angesehen.

## Informationstechnik
Pünktlichkeit liegt bei einer spontanen Anforderung vor, wenn die vom Aufgabenträger erwartete Zeitspanne (Antwortzeit) zwischen Anforderung und Eintreffen eines Informationsguts unterschritten wird; bei einer Überschreitung liegt Unpünktlichkeit vor.

## Verkehr
Bei Verkehrsmitteln wird die Einhaltung des Fahrplans oder Flugplans als Pünktlichkeit bezeichnet. Allgemein dürfen im Linienverkehr die Verkehrsmittel ihre Abfahrt oder ihren Abflug nicht vor dem im Fahrplan oder Flugplan vorgesehenen Zeitpunkt beginnen; bei Charter nur dann, wenn sich alle Fahrgäste oder Passagiere an Bord befinden. Verspätungen von bis zu 15 Minuten gegenüber dem Plan werden als pünktlich angesehen.

### Bahnverkehr
Die umfangreichen Verspätungen der Deutschen Bahn bedeuten nicht etwa, dass Mitarbeiter bis hin zum Vorstand polychrone Tendenzen hätten. Vielmehr ist die (Verbesserung der) Bahn-Pünktlichkeit eines der Unternehmensziele der Bahn, das jedoch wegen häufiger Netzstörungen im Schienennetz oft nicht erfüllt werden kann. 

### Luftverkehr
Pünktlichkeit ist der Eintritt eines bestimmten Ereignisses zu einem vorgegebenen Zeitpunkt. In der Luftfahrt versteht man darunter, dass Abflüge und Ankünfte zu den geplanten Zeiten erfolgen wie sie im Flugplan ausgewiesen sind. Die Pünktlichkeit kann in der Luftfahrt bereits durch Slots (vor dem Start) und Holdings (vor der Landung) beeinträchtigt werden.

## Konflikte
Dort, wo monochrone und polychrone Kulturen aufeinandertreffen, muss es zwangsläufig zu Konflikten kommen. So trieb die „chronische Unpünktlichkeit der Eingeborenen“ bereits christliche Missionare in Afrika und Polynesien im 16. Jahrhundert fast zur Verzweiflung. Robert Levine (siehe Lit.) erwähnt viele Beispiele auch aus dem 20. Jahrhundert, die er auch selbst erlebte. So verstehen beispielsweise die Menschen in Südamerika unter einem Termin um 10 Uhr eher „später Vormittag“, d. h. irgendeine Zeit zwischen ungefähr 9 Uhr 30 und Mittag und sind so nach westlichem Zeitverständnis zwangsläufig unpünktlich. In vielen Ländern sind aus diesem Grund Ladenöffnungszeiten oder die Fahrpläne öffentlicher Verkehrsmittel, auch wenn sie mit Zeitangaben versehen sind, eher relativ zu interpretieren und unterliegen vielen anderen Einflüssen als der Uhr. In einer monochronen Gesellschaft, wie in Deutschland, Österreich oder der Schweiz, sind hingegen bereits regelmäßige Unpünktlichkeiten von wenigen Minuten bei der Bahn ein Politikum.
Das Zeitmanagement hat zum Ziel, Konflikte durch optimale Zeiteinteilung zu verhindern.